# سيرجي ميركوروف
سيرجي ديميترييفيتش ميركوروف (26 أكتوبر 1881 - 8 يونيو 1952)، هو نحات سوفيتي بارز من أصل يوناني أرمني.،  كان فنانًا شعبيًا لاتحاد الجمهوريات الاشتراكية السوفيتية ، وأكاديميًا في الأكاديمية السوفيتية للفنون ،  ومديرًا لمتحف بوشكين للفنون الجميلة من عام 1944 إلى عام 1949. بعد الوفاة. كان نحات أكبر ثلاثة آثار لجوزيف ستالين في الاتحاد السوفيتي .

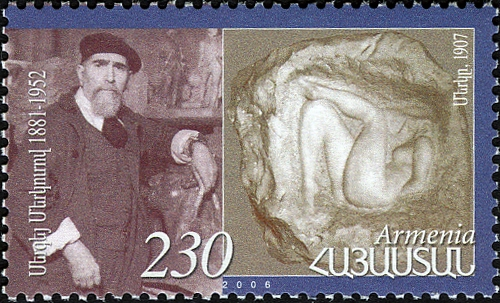
طابع أرميني عام ٢٠٠٦ يظهر سيرجي ميركوروف وعمله عام ١٩٠٧

## روابط خارجية
- У смерти симметричное лицо، Александра Марченко (بالروسية)